# 中島千波
中島 千波 (なかじま ちなみ、1945年(昭和20年)10月21日 - ) は、日本画家。東京芸術大学名誉教授。

## 人物
第二次世界大戦戦時下から長野県上高井郡小布施村（現・小布施町）に疎開していた画家の中島清之の三男として生まれる。
1971年(昭和46年)に東京芸術大学大学院を修了。大学在学中の1969年(昭和44年)の第54回院展に「窓」を初出品、初入選。以降､数々の賞を受賞した。シリーズ作として「衆生」「形態」 などを生み出している。
1987年(昭和62年)からNHK教育「きょうの料理」のテキストの表紙絵を3年間担当。
1990年(平成2年)三溪園臨春閣第六室襖絵「不二と桃花図」「松林図」完成。
1993年 横浜市民ギャラリーにて「中島千波展 - いきなり拒絶反応しないで『なんでこんな絵を描くの』と思ってくれればいいんです - 」開催。
1994年(平成6年)鎌倉鶴岡八幡宮斉館貴賓室床の間画 「孔雀図」制作。
1995年(平成7年)歌舞伎座緞帳「淡紅白梅」が完成。
2002年(平成14年)NHK教育趣味悠々 、「花を描く 中島千波の日本画基礎講座」出演、有森也実共演。
2004(平成16年)成田山東京別院深川不動堂の内仏殿大日堂の格天井絵が完成。
2005年 還暦記念「中島千波の世界展」が日本橋高島屋（他横浜、京都店等）、おぶせミュージアム・中島千波館、北澤美術館、新宿タカシマヤを巡回
2006年(平成18年)小布施名誉町民に選出される。
2013年（平成25年）2月に第十回長野灯明まつりにおいて長野県を代表するアーティストとして小松美羽と共に巨大灯籠を制作、善光寺の仲見世通りに展示する。
東京芸術大学名誉教授および日本美術家連盟常任理事を務める。
著書に「日本画の描き方」「中島千波画集」などがある。

## おぶせミュージアム・中島千波館
1992年(平成4年)10月22日、生まれ故郷である小布施町に、中島千波の美術館「おぶせミュージアム・中島千波館」開館。

## 主な作品
- 「'92 * 眠→空」 1992年 （平成4年）おぶせミュージアム・中島千波館蔵
- 「樹霊淡墨桜」 - 1993年（平成5年）[7]
- 「素桜神社の神代桜」 - 1996年（平成8年）[8]

- 「秋桜模様」2008年 （平成20年） おぶせミュージアム・中島千波館蔵
- 「玉龍牡丹」 2011年 （平成23年） おぶせミュージアム・中島千波館蔵

### 著書
- 『日本画の描き方―花と静物 (技法入門シリーズ (4)) 』講談社(1983年)ISBN 978-4061803046
- 『花の写生12葉』求龍堂 1984年. NCID BA49792381
- 『中島千波画集 : きのね(柝の音)』朝日新聞社1990年(小説・宮尾登美子著「きのね（柝の音）」の挿画集)ISBN 978-4022561435
- 『中島千波画文集四季』(ＮＨＫ「きょうの料理」表紙装画による画文集)日本放送出版協会1990年ISBN 978-4140091388
- 『中島千波』（日経ポケット・ギャラリー）日本経済新聞社 1991年ISBN 978-4532120177
- 『中島千波画集』（求龍堂グラフィックス）求竜堂1991年ISBN 978-4763091130
- 『中島千波 : 桜花抄』（新現代日本画家素描集, 4）日本放送出版協会1992年ISBN 978-4140091920
- 『中島千波』（アート・トップ叢書 : 同時代の画家集成）芸術新聞社 1993年ISBN 978-4875860754
- 『洋花を描く』見聞社編集（人気作家に学ぶ日本画の技法, 7）同朋舎出版1994年. NCID BA48777542
- 『中島千波 : 君も雛罌粟われも雛罌粟』(渡辺淳一著「君も雛罌粟われも雛罌粟 : 与謝野鉄幹・晶子夫妻の生涯」(『文藝春秋』1991年4月-1995年8月号連載)の挿画集挿画集、中島千波ポストカード・ブック )空 1996年. NCID BB23885214
- 『花図鑑』（求龍堂グラフィックス）求竜堂1996年ISBN 978-4763096098
- 『中島千波全版画集 : 1967-1998』日本経済新聞社 1998年ISBN 978-4532123215
- 『彩 (いろいろ) 図鑑』（求龍堂グラフィックス）求龍堂2000年
  - ①ISBN 978-4763000439
  - ②ISBN 978-4763005045
  - ③ISBN 978-4763009364
  - ④ISBN 978-4763014207
- 『さくら図鑑 : デッサンと作品シリーズ』（求龍堂グラフィックス）求龍堂 2002年ISBN 978-4763002105
- 『花を描く : 中島千波の日本画基礎講座』（NHK趣味悠々）日本放送出版協会2002年ISBN 978-4141883357
- 『中島千波 : 木版画10年の軌跡 : 現代に生きる伝統木版画の世界Chinami Nakajima : ten years' trail in woodcut printing : the sphere of traditional woodcut printing living in modern times』アダチ版画研究所 空 2002年. NCID BA6255839X
- 『美術館からこんにちは : 中島千波作品集』（求龍堂グラフィックス）求龍堂 2003年ISBN 978-4763003263
- 『花のスケッチ入門』（TJ mook）宝島社 2004年ISBN 978-4796642705
- 『中島千波版画図鑑, 1981-2005』求龍堂2005年ISBN 978-4763005038
- 『中島千波人物図鑑』（求龍堂グラフィックス）求龍堂 2012年ISBN 978-4763012036
- 『中島千波作品集 : こんな絵を描いてきました』求龍堂 2019ISBN 978-4763019059